# Nino Pršeš
Nino Pršeš, właśc. Vahidin Pršeš (ur. w Sarajewie) – bośniacki piosenkarz i kompozytor, reprezentant Bośni i Hercegowiny w 46. Konkursie Piosenki Eurowizji w 2001 roku.

## Kariera muzyczna
Ukończył szkołę muzyczną w Sarajewie oraz Sarajewską Akademię Muzyczną na wydziale teorii muzyki i kompozycji. Na początku swojej kariery występował jako klawiszowiec w kilku lokalnych zespołach popowych i rockowych, a także jako kompozytor utworów dla innych wykonawców. Był również członkiem chóru Opery Sarajewskiej. W 1995 roku zadebiutował jako artysta solowy na festiwalu MPX 1995 organizowanym w Sarajewie. W kolejnych latach pisał utwory dla uczestników festiwalu Mali šlager
W październiku 2000 roku premierę miał jego debiutancki album studyjny zatytułowany Ženi se. W 2001 roku zgłosił się do udziału w krajowych eliminacjach eurowizyjnych z utworem „Hano”, a marcu wygrał finał selekcji po zdobyciu największego poparcia jurorów, dzięki czemu został wybrany na reprezentanta Bośni i Hercegowiny w 46. Konkursie Piosenki Eurowizji organizowanego w Kopenhadze. 12 maja wystąpił w finale widowiska i zajął w nim 14. miejsce z 29 punktami na koncie. Eurowizyjna propozycja promowała jego drugi album studyjny zatytułowany Sad mi krivo z tego samego roku.
W 2003 roku premierę miała trzecia płyta Pršeša zatytułowana Jedan kroz jedan. W 2005 roku piosenkarz wydał swój czwarty krążek długogrający pt. Rum-Pum, na której znalazła się m.in. piosenka „Dalidalidadam” nagrana przy gościnnym udziale Halida Bešlicia i Mladena Vojičicia Tify. W 2008 roku na trzy lata przeprowadził się do Słowenii, gdzie pracował jako producent i kompozytor piosenek dla lokalnych wykonawców. W 2012 roku wystąpił jako jeden z gości XVI Tradycyjnej Manifestacji Kulturalno-Sportowej Novogradski dani 2012 organizowanej w Sarajewie.

## Dyskografia

### Albumy studyjne
- Ženi se (2000)
- Sad mi krivo (2001)
- Jedan kroz jedan (2003)
- Rum-Pum (2005)